# Achnophora
Achnophora é um género botânico pertencente à família Asteraceae. A sua única espécie é Achnophora tatei, sendo originária da Austrália.
Trata-se de um género reconhecido pelo sistema de classificação filogenética Angiosperm Phylogeny Website.

## Taxonomia
O género foi descrito pelo botânico, geógrafo e físico alemão, Ferdinand von Mueller e publicado em Transactions, proceedings and report, Royal Society of South Australia 6: 32, no ano de 1883.
É um gênero monotípico, contendo somente a espécie Achnophora tatei F.Muell.

## Etimologia
Achnophora deriva do grego akhne, palha; e phoros, que contém.